# История Кабардино-Балкарии

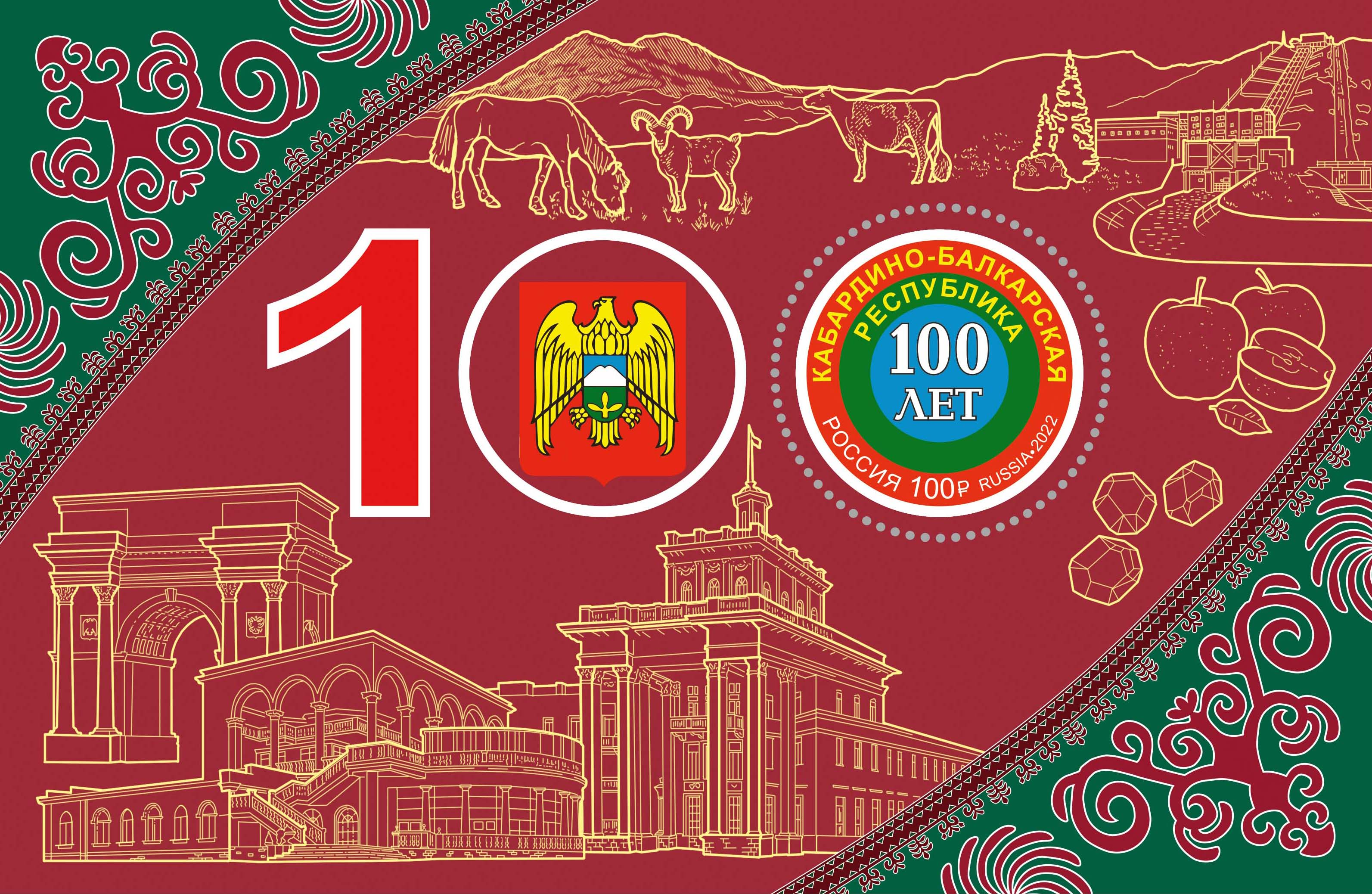
Почтовый блок. 100 лет Кабардино-Балкарской Республике

Кабардино-Балкарская Республика образована 16 января 1922 года как автономная область
Исторически республике предшествовали: Кабарда, Балкария,Пятигорский уезд, Нальчикский округ (Терская область), Кабардинская автономная область, Балкарский национальный округ, Кабардино-Балкарская Автономная ССР.

## Хронология

### Ранняя история
На территории Кабардино-Балкарии обнаружено Долинское поселение Бронзового века (III тыс. до н.э.), которое относят к майкопской культуре.
В I тыс. до н.э. на в горной части республики жили племена Кобанской культуры, следом присутствия которых является Жемталинский клад (Черекский район).
В I-II вв. н.э. на севере республики (Баксанский район) проживали аланы, у которых наблюдалось имущественное расслоение, связи с Древним Римом и золотые украшения с аметистами

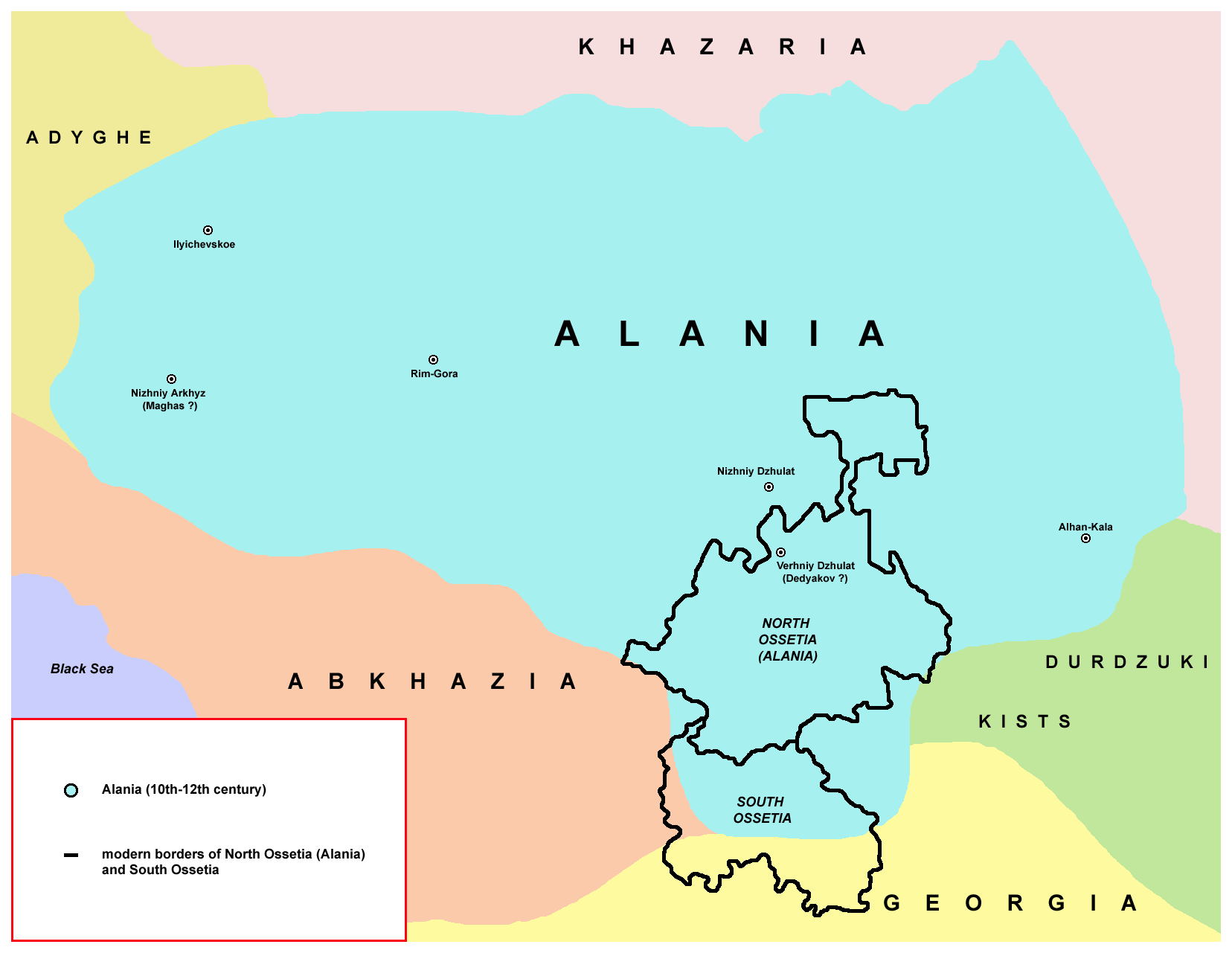
В X-XII вв. на территории Кабарды располагалась Алания

V-VI вв. н.э. датируются следы пребывания гуннов в Кабардино-Балкарии. Существует версия, что гунны могли стать одним из компонентов балкарского этноса.
В XIII веке на территории современного поселения Джулат, существовал крупный локальный центр (на 16 гектаров) Золотой Орды, начало которому было положено ещё в аланскую эпоху. Здесь располагалась мечеть с минаретом. По мнению некоторых исследователей городище Нижний Джулат было крупнейшим городом Золотой Орды на Северном Кавказе и его можно отождествить с легендарным аланским городом Магас
Предки кабардинцев (черкесы) изначально обитали на Кубани, где были известны как меоты, касоги и зихи. После распада Золотой Орды в XV веке они начали осваивать  бассейн реки Терек, который опустел после нашествия Тамерлана (см. Битва на Тереке, 1395). Именно тогда и появился топоним Кабарда, хотя раньше на этих землях располагалась Алания. Прежнее население было оттеснено вглубь Кавказа и на некоторое время стало известно в качестве горских татар (современные балкарцы).   

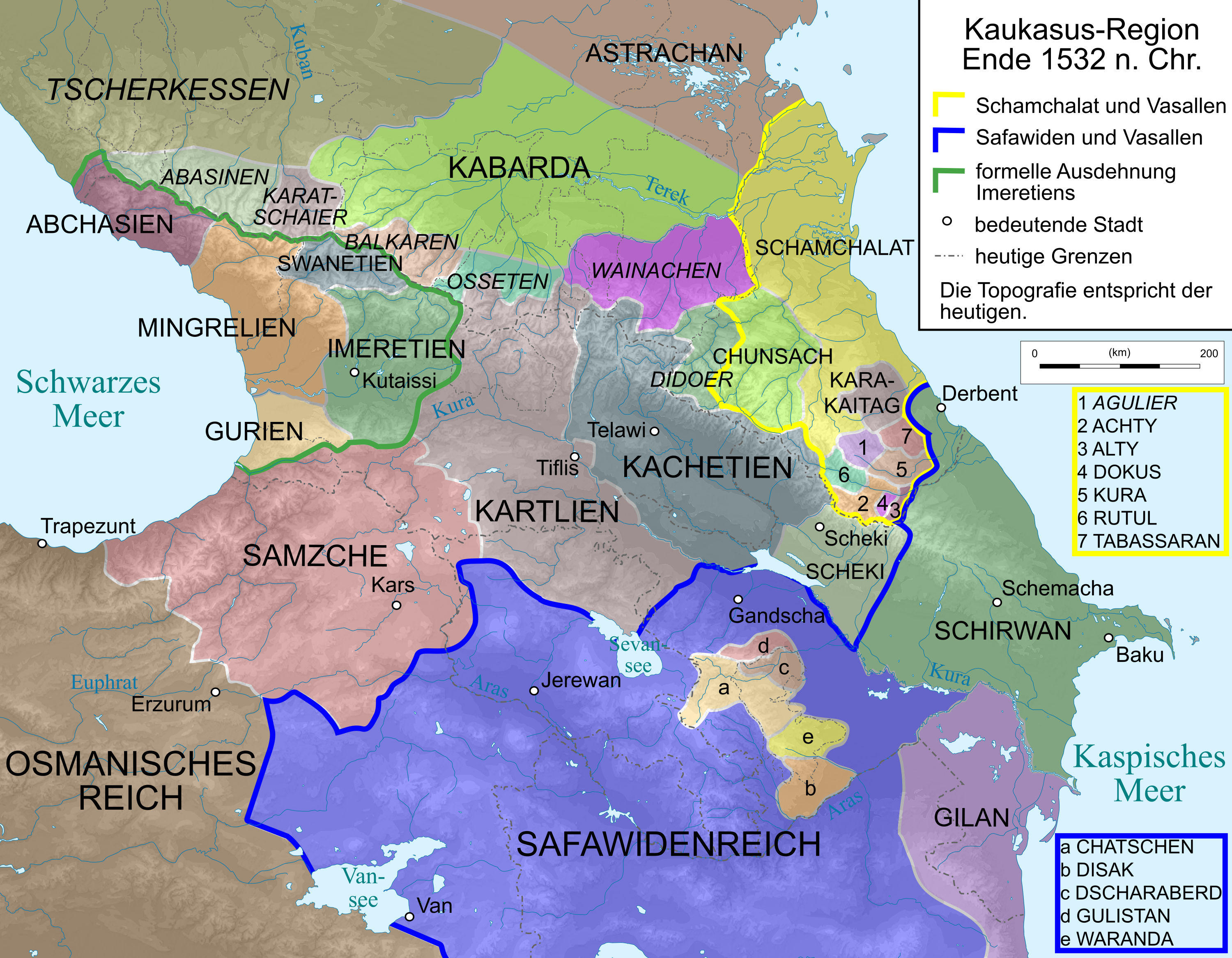
Кабарда в XVI веке

### XVI век
В 1555 году крымский хан Девлет I Герай совершил первый набег на Кабарду в окрестностях Пятигорья. В то время владения Кабарды простирались от верховьев Кубани на западе и низовий Сунжи на востоке, от верховий Кума на севере до Большого Кавказского хребта на юге.
В 1557 кабардинцы приняли российское подданство. В тот год кабардинский князь Темрюк Идаров послал посольство в Москву, ища помощи против Крымского ханства и Шамхальства Тарковского. В итоге был заключен договор вассалитета. В августе 1561 года русский царь Иван Грозный породнился с Темрюком, женившись на его младшей дочери Кученей. После принятия православия она была наречена Марией Темрюковной. Сын Темрюка Салтанкул (Михаил Черкасский) стал высокопоставленным сановником в российском государстве. В 1562 году родственные кабардинцам адыге были вынуждены признать сюзеренитет Османской империи и Крымского ханства. В 1563 году кабардинцы в союзе с ногайцами воевали против ингушей в Дарьяльском ущелье.
В 1567 году крымская орда во главе Адиль Гераем совершила опустошительный набег на Кабарду против пятигорских черкесов. В 1570 году набег повторился и кабардинцы потерпели сокрушительное поражение: Темрюк получил смертельное ранение, а его сын Мамстрюк попал в плен. Русский царь Иван Грозный ходатайствовал об освобождении Мамстрюка.
В 1583 году кабардинский князь Мамстрюк атаковал турецкий отряд, выдвинувшийся из Закавказья в сторону Крыма.
В 1588 году Мамстрюк прибыл в Москву для встречи с русским царем Федором Иоанновичем для согласования борьбы с Османской империей и Крымским ханством. В том же году была основана русская крепость Терки (ныне Кизлярский район Дагестана), в уделе кабардинского князя Сунчалея (племянника Темрюка). В 1589 году в Кабарду был направлен отряд стрельцов.

### XVII век
В 1600 году в ходе междоусобной борьбы Мамстрюк погиб от Кази-мурзы. Темрюковичи были вынуждены отступить в Терки под защиту русского гарнизона. Один из них Куденет в 1603 году принес присягу русскому царю Борису Годунову, а в 1616 году стал князем Кабарды.
В 1613 году кабардинские отряды князя Сунчалея поддержали призванный на царство Дом Романовых.
В 1619 году в Терки присягу России подтвердил кабардинский князь Алегуко Шогенуков. Однако он проводил самостоятельную политику и даже демонстрировал явное неповиновение российским властям. Так в 1641 году Алегуко разгромил отряд стрелецкого головы Артемия Шишмарева, но опасаясь ответного карательного рейда переселился за реку Кубань. В 1643 году мир с Россией был восстановлен, Алегуко вновь присягнул русскому царю Михаилу Федоровичу. В 1644 году кабардинцы разгромили вторгшуюся калмыцкую орду тайши Хо-Урлюка.
Во время бунта Степана Разина кабардинский князь Каспулат поддержал русского царя, оказав помощь главному воеводе боярину Ивану Милославскому в осаде Астрахани в 1671 году. В 1674 году кабардинский отряд в составе русской армии участвовал в осаде Азова. Совместно с кабардинцами действовала калмыцкая конница и донские казаки. Кабардинское ополчение приняло деятельное участие в Русско-турецкой войне (1676-1681).

Кабарда в 1774 году после заключения Кючук-Кайнаджирского договора

### XVIII век
В 1708 году состоялась Канжальская битва, в ходе которой кабардинцы под предводительством князя Кургоко нанесли поражения вторгшимся отрядам Крымского ханства.
В 1739 году по Белградскому мирному договору России и Турции установлено, что «обоим Кабардам и кабардинскому народу быть вольным и не быть под владением ни одного, ни другого империя, но токмо за бариеру между обоими империями служить, и со обе стороны оные в покое оставить». При этом обе договаривающиеся стороны для обеспечения безопасности взяли «заложников» (аманатов).
В 1763 году кабардинский князь Кургоко Канчокин принял православие и основал город Моздок (в переводе с кабардинского «глухой лес»), что вызвало неудовольствие других кабардинских правителей и подтолкнуло их к союзу с Крымским ханством. В 1765 году на территории нынешней Кабардино-Балкарии появилась казачья станица Прохладная. В 1769 году в Санкт-Петербург было послано кабардинское посольство с ходатайством о ликвидации крепости Моздок. В том же году в Кабарде появилось российское приставство во главе с Дмитрием Тагановым.
В 1772 году в договорах с Крымским ханством подчеркивалось, что Кабарда является российским владением. Османская империя оспаривала это утверждение. В 1774 году русская армия разгромила крымско-турецкое войско на реке Гунделен и удержала свой контроль за регионом. Кючук-Кайнарджийский договор подтвердил нахождение Кабарды в составе России «от времен государя царя Ивана Васильевича» и аннулировал действие Белградского договора 1739 года.
В 1777 году началось строительство Азовско-Моздокской укрепленной линии, одной из звеньев которой стала станица Екатериноградская. 

#### Кабарда в годы Кавказской войны
В 1785 году в Кабарду втоглась повстанческая армия чеченского шейха Мансура, но она была отражена русскими войсками. Кабардинцы пребывали в смятении: одни присоединились к чеченскому восстанию, другие сохранили верность России. Кабардинский князь Мисост Баматов сохранял нейтралитет. В 1785 году станица Екатериноградская стала центром вновь образованного Кавказского наместничества. Но по ряду причин центр наместничества в 1790 году был перенесен в Астрахань.

### XIX век
В 1818 году был основан Нальчик — будущая столица Кабардино-Балкарии. 
В 1822 году в Кабарде были ликвидированы духовные суды «мехкеме» и в крепости Нальчик был образован Кабардинский временный суд. 
В 1825 году вспыхнуло Кабардинское восстание, причиной которого называют турецкую агитацию (призыв к газзавату) и общая напряженная ситуация Кавказской войны. Однако кабардинская аристократия (Кучук Джанхотов) продолжала оставаться лояльной России. Тем не менее, 29 сентября отряд из 2000 кабардинских повстанцев напал на станицу Солдатскую. Прибытие в ноябре генерала Ермолова во главе крупного военного соединения позволило усмирить мятеж

Кабардинский (Нальчикский) округ в составе Терской области

2 марта 1844 года русский царь Николай Первый пожаловал кабардинскому народу знамя в знак признания его преданности Империи. Знамя имело красный цвет, изображало двуглавого орла, вензель Николая I и вышитую золотом надпись на русском и арабском: "Нашим вернолюбезным подданным Кабардинским жителям за преданность и храбрые действия против непокорных горцев".
В апреле 1846 года повстанческая армия аварского имама Шамиля вторглась в Кабарду, но была отражена русскими войсками, сконцентрированными в крепостях Нальчик и Владикавказ. За участие в Кавказской войне на стороне России в 1851 году награды получило около 200 представителей кабардинской аристократии.  

#### Кабарда в составе Терской области
В 1858 году был образован Кабардинский округ (центр — Нальчик) в составе Терской области. В 1862 году округ делился на четыре участка: Баксанский, Малокабардинский, Черекский и Горский.
В 1875 году через кабардинские земли была проложена Владикавказская железная дорога, которая соединила Владикавказ и Ростов-на-Дону. Старейшей железнодорожной станцией на территории Кабардино-Балкарии является Прохладная

### XX век

#### Кабардинцы и балкарцы в Первой мировой войне
В годы Первой мировой войны в Нальчике был сформирован Кабардинский конный полк. Он стал первой на Кавказе добровольческой туземной кавалерийской частью. Полк состоял из 415 кабардинцев и 90 балкарцев. 7 сентября 1914 года полк был приведен к присяге с клятвой на Коране. Уже в декабре кабардинцы сражались в Галиции на австрийском фронте. В 1915 году полк участвовал в Брусиловском прорыве. Одним из известных офицеров полка был потомственный кабардинский князь Федор Бекович-Черкасский. 

#### Революция и Гражданская война на территории Кабарды
Революционное движение под лозунгом борьбы за социальную справедливость против богачей зародилось в Кабарде ещё до Первой мировой войны и оно было представлено крестьянской организацией «Карахалк» (Беднота, буквально: "черный народ"). К нему примкнуло и левое мусульманское духовенство. В 1917 году это движение сомкнулось с российскими большевиками. В марте 1918 года на территории Терской области, включая кабардинские земли, была провозглашена советская власть. Вскоре произошло антисоветское Терское восстание. Начались бои, в ходе которых казакам Бичерахова удалось занять ряд территорий, в т .ч. и в Кабарде. В защиту советской власти выступила кабардинская шариатская колонна во главе с Назиром Катахановым. Антисоветских кабардинцев возглавил Заурбек Даутоков-Серебряков. 14 января 1919 года Магомед Энеев сформировал Балкарский революционный полк, состоявший из 1500 человек. Однако вскоре Терскую область захватили белогвардейцы из числа сторонников Деникина. Наместником Кабарды стал офицер русской армии кабардинского происхождения Федор Бекович-Черкасский. 

#### Формирование советской Кабардино-Балкарии

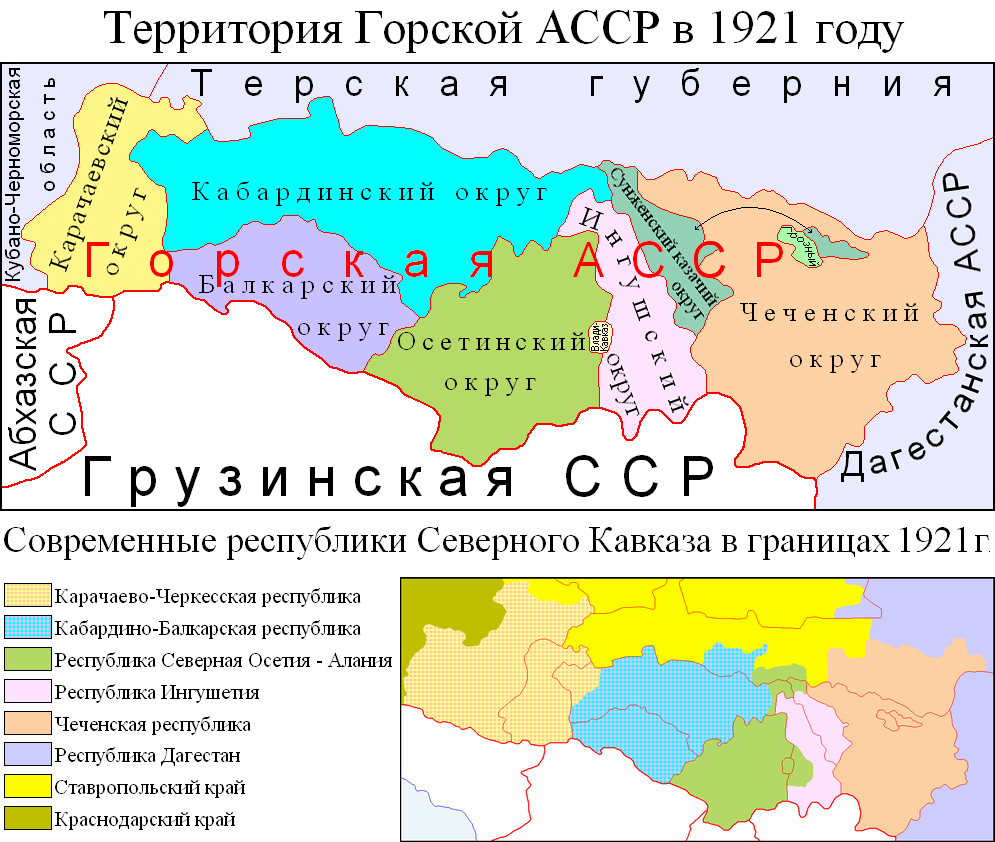
Кабардинский и Балкарский округ в составе Горской АССР в 1921 году

24 марта 1920 года в Кабарде и Балкарии с помощью отрядов Красной армии была восстановлена Советская власть в лице ревкома во главе Беталом Калмыковым. 20 января 1921 года на территории бывшей Терской области Российской империи советскими властями была создана Горская Автономная Социалистическая Советская Республика со столицей во Владикавказе. В этой республике присутствовал как Кабардинский, так и Балкарский округ.
1 сентября 1921 года была образована Кабардинская автономная область в составе РСФСР. Председателем облисполкома стал Бетал Калмыков. В 1921 году в Кабардино-Балкарии были открыты первые санатории. 16 января 1922 года Балкарский округ был выделен из Горской АССР и объединен с Кабардинским округом, что привело к появлению Кабардино-Балкарии (как автономного округа).
В 1935 году в Кабардино-Балкарии был основан футбольный клуб Спартак-Нальчик

#### Кабардино-Балкарская АССР
В 1936 году Кабардино-Балкария получила статус автономной республики в составе РСФСР. В том же году была введена в строй первая электростанция Баксанская ГЭС.
В 1940 году был веден в эксплуатацию Тырныаузский горно-обогатительный комбинат, на котором производилась переработка молибденовой руды.
В начале Великой Отечественной войны на территории Кабардино-Балкарии была сформирована 115-я Кабардино-Балкарская кавалерийская дивизия. В боях с немецкими войсками отличился и был удостоен звания героя Советского Союза летчик-ас балкарец Алим Байсултанов. В августе 1942 года война пришла на кабардинские земли. 21 августа немецкие альпинисты водрузили нацистский флаг над Эльбрусом. После ожесточенных трехдневных боев 28 октября Красная Армия отступила из столицы Кабардино-Балкарии города Нальчик. К ноябрю 1942 года территория республики  была оккупирована врагом полностью. Оккупация была недолгой. Уже 1 января 1943 года началось контрнаступление. 4 января был освобожден Нальчик, 5 января — Прохладный, 6 января — Баксан, а 11 января Кабардино-Балкария полностью освобождена от немецких войск
После освобождения территории Кабардино-Балкарии были вскрыты факты сотрудничества части местного населения с немецкой оккупационной администрацией, а также значительное количество вооруженных антисоветских групп. Всего, по подсчетам органов НКВД в Кабардино-Балкарской АССР в 1943 году насчитывалось около 30 бандитских групп численностью более 500 человек. Немало было бандитов-одиночек, а также дезертиров, занимавшихся разбоем. После отступления немецких войск с Северного Кавказа германское командование продолжало активно поддерживать националистические и повстанческие отряды, действовавшие в Кабардино-Балкарии. На территорию республики гитлеровская авиация постоянно забрасывала группы парашютистов. Так, летом 1943 году немецкие спецслужбы выбросили в Кабардино-Балкарию 10 диверсионных групп, участниками которых были, в основном, представители местного населения. В результате коллективную ответственность была возложена на балкарский народ, который подвергся депортации 8 марта 1944 года. Кабардино-Балкарская АССР временно (до 1957 года) была переименована в Кабардинскую АССР.
В 1945 году в столице Кабардино-Балкарии был открыт аэропорт. В 1960 году там также появился стадион Спартак.
В 1973 году начала действовать Баксанская нейтринная обсерватория
На закате существования СССР в обществе начались брожения, которые принимали в том числе и националистические формы. В 1984 году возник первый кружок балкарских националистов «Ныгъыш». В мае 1990 года он вырос до общественной организации «Тёре». Кабардинское национальное движение оформилось вокруг созданного в 1985 году клуба «Ашамаз», который в 1990 году был реорганизован в «Адыгэ Хасэ» (кабардин отождествлялись с черкесами-адыгами). В рамках этих движений звучали призывы как к "полной реабилитации балкарского народа", так и к признанию "геноцида черкесского народа". В октябре 1990 года в Нальчике прошёл II-й съезд Конфедерации горских народов Кавказа.

#### Постсоветский период в Кабардино-Балкарии
В 1991 году образовалось движение «Демократическая Кабардино-Балкария», которое объединило радикальных представителей национально-демократической общественности среди кабардинцев и балкарцев. Однако 17 ноября 1991 года "конгресс балкарского народа" провозгласил создание Республики Балкария, что создало угрозу возникновения межнационального конфликта.
Первым президентом Кабардино-Балкарии стал представитель партноменклатуры Валерий Коков, который руководил республикой с 1992 по 2005 год. Лавируя между различными политическими силами, он сумел сохранить гражданский мир в регионе. Однако общая нестабильность на Северном Кавказе не могла уберечь населения от терактов. Один из них произошёл на автовокзале Нальчика в 1996 году.

### XXI век
В 2002 году в Кабардино-Балкарии был открыт Мемориал жертвам репрессий балкарского народа
В 2005 году республика подверглась нападению чеченских боевиков. 21 мая 2008 года торжественно отметили 144-ю годовщину Кавказской войны. В 2010 году террористы осуществили Диверсию на Баксанской ГЭС

## Археологические и палеогенетические исследования
- Неподалёку от села Заюково в гроте Сарадж-Чуко изучена первая на Северном Кавказе мустьерская обсидиановая индустрия возрастом более 90 тыс. лет назад (средний палеолит)[32]. На сегодняшний день, это самая древняя стоянка в Кабардино-Балкарии. Исследователь памятника отмечает, что в слое сохранилась стоянка активного обитания, древние люди занимались на стоянке большим спектром разной деятельности.[33] В слое 6В было расчищено три кострища возрастом около 90 тысяч лет назад [34][35].  Орудия неандертальцев из Сарадж-Чуко по технологии изготовления близки к орудиям неандертальцев, живших на Северо-Восточном  Кавказе, в восточной части Малого Кавказа и с загросским мустье гор Загрос в Иране и на территории современного Ирана[36][37].
- Впервые на Кавказе в слое 6В грота Сарадж-Чуко археологами были найдены обсидиановые наконечники копий и доказано их использование в качестве охотничьего вооружения. На поверхности серии орудий были определены следы битума с добавками частиц графена и высокими концентрациями алюминия, натрия и азота[38][39].
- Обсидиан из источников у селения Заюково доставлялся неандертальцами в Мезмайскую пещеру в Апшеронском районе Краснодарского края за 250 км.[40]
- К эпохе среднего палеолита также относится стоянка Хумалан в районе массива Сары-Тала находится на высоте около 1400 метров над уровнем моря недалеко от села Белая Речка и датируется возраст от 120 до 70 тыс. лет назад[41].
- Опорным памятником для изучения заселения Кабардино-Балкарии и всего Центрального Кавказа в период эпипалеолита (дат. от 17 до 9/10-11 тысяч лет назад) является грот Сосруко, где представлена многометровая толща отложений, включающая остатки многочисленных стоянок древнего человека. Каменные индустрии слоя 10 в гроте Сосруко, имеющие возраст 15-17 кал. тысяч лет назад, на сегодняшний день представляют самый ранний период заселения человеком современного вида территории Приэльбрусья после максимума последнего оледенения. Материалы слоев 8 и 7 позволяют оценить заселение территории Приэльбрусья в период 13-15 кал. тысяч лет назад. В этих слоях изучено несколько уровней активного обитания, которые представляют собой жилые горизонты, наполненные углем, охрой, изделиями из обсидиана и кремня.[42] Коллекции каменного инвентаря из слое 7-8  грота Сосруко и навеса Бадыноко имеют ряд сходных черт с каменными комплексами памятников, расположенных западнее в том числе в Мезмайской пещере (Апшеронский район Краснодарского края), а также в памятниках Губского (Борисовского) ущелья [43][44].
- Навес Псытуаже в ущелье реки Фандуко относится к рубежу плейстоцена и голоцена (11—13 тыс. лет назад)[45]. Является первым стратифицированным памятником позднего эпипалеолита рубежа плейстоцена-голоцена, который интенсивно изучался на северном склоне Центрального Кавказа[46][47]. В слое 2 навеса Псытуаже сохранилась стоянка активного обитания возрастом 11-13 тысяч лет назад. Как показали проведенные междисциплинарные исследования, древний человек занимался на стоянке разнообразными видами деятельности, в том числе расщеплением кремня и обсидиана, обработкой дерева, кости/рога, шкур животных и изготовлением одежды[48].
- В гроте Сосруко в долине реки Баксан и в навесе Псытуаже геометрические микролиты появились  после максимума последнего оледенения около 21—20 тыс. лет назад[46].
- В Навесе у Алебастрового завода впервые установлено не только наиболее раннее появление керамического неолита на Северном Кавказе, но также прослеживается изменение неолитической культуры на протяжении времени. Материалы слоя 6В и 6/7 свидетельствуют о наиболее раннем появлении керамического неолита, который датируется от 8,2 тысячи лет назад до 7,5−6,7 тысячи лет назад или 5,7–4,8 тыс. л. до н. э.на Северном Кавказе, а также дают возможность изучения  развития неолитической культуры этого региона на протяжении около 1000–1500 лет. Неолитические слои стоянки в навесе у Алебастрового завода обнаруживают аналогии в одновременных неолитических культурах как на Южном Кавказе, так и в северном направлении – на юге Русской равнины [49][50].
- Долинское поселение эпохи раннего бронзового века датируется рубежом 3-го и 2-го тысячелетий до н. э.
- Могильник Заюково-3 в ущелье реки Баксан охватывает кобанскую (позднего бронзового и раннего железного веков), сарматскую (Гунделен) и аланскую эпохи[51]. Грунтовый могильник датируется VIII веком до н. э. — VIII в. н. э., скальный могильник Гунделен-2 — VIII—XI веками. На поселении Гунделен сарматского времени в погребении № 174 были похоронены четыре человека, жившие в I — начале II века[52]. У представителя кобанской культуры из могильника Заюково-3 в Баксанском районе определена митохондриальная гаплогруппа HV и Y-хромосомная гаплогруппа D1a2a1[53].
- У женского образца R-Kich-Malka (TU10, конец VII — первая половина VIII века) из аланского катакомбного могильника в Кичмалке определили митохондриальную гаплогруппу A12[54].

## Население

### Кабардинцы
Кабардинцы (восточные адыги или черкесы) — народ Кавказа, имеющий адыгское происхождение, ранее сформировались как субэтнос на Северо-Западном Кавказе, до 15 века у всех адыгов (включая кабардинцев) была одна общая история.
Например Страбон ещё в I в. до н. э. именовал адыгов «Зихами» — в своём труде «География», Книга XI,[2] — см — Зихи.
Позже, когда на исторической арене появились русские, то их летописцы в 965 году стали именовать кабардинцев — «КОСОГИ» — см — Косоги.
К XV—XVI вв. относится массовое и мирное переселение части адыгов (кабардинцев) на равнины Центрального Предкавказья, почти обезлюдевшие после погромов, учинённых полчищами среднеазиатского завоевателя Тамерлана в самом конце XIV в.

### Русские
После Кавказской войны, русские стали вторым этносом Кабардино-Балкарии по численности. Сближение Кабардинцев и россияне началось с XV века, тогда же началось заселение россиянами казаками Северного Кавказа и было создано Терское казачье войско.
На конец XIX века приходится расцвет казачьих станиц, возникает слобода возле крепости Нальчик. После строительства в конце 19-го века железной дороги и развития промыслов доля русского населения в регионе существенно возрастает. Много русских специалистов приехало в Кабардино-Балкарию после Великой Отечественной войны в рамках политики социалистического государства по индустриализации окраинных регионов. Русский язык является языком межнационального общения народов Кабардино-Балкарии.

### Балкарцы
Балкарцы  являются коренным народом Кавказа и Кабардино-Балкарии. В соответствии с имеющимися на сегодняшний день научными разработками основой этой народности следует считать местные кавказские племена, носители кобанской археологической культуры, сложившейся в XIV—XIII вв. до н. э. в горах и ущельях Центрального Кавказа, на основе древнейшего населения. В IV в. н. э. с горцами — потомками кобанцев слилось одно из племен алан, которые были изгнаны гуннами из степей Предкавказья в горы. В V—VI вв. н. э. группы болгар расселяются в Предкавказье. К сформировавшейся ранее алано-кобанской этнической группе присоединились тюркоязычные болгары, ставшие впоследствии основным этническим ядром балкарской народности. В результате монгольских походов и особенно разгрома Алании, учинённого полчищами среднеазиатского завоевателя Тамерлана в самом конце XIV в., предки балкарцев были вытеснены в горы.